# Moesdistel
De moesdistel (Cirsium oleraceum) is een 60-150 cm hoge overblijvend kruid uit de composietenfamilie (Asteraceae).

## Kenmerken
De onderste bladen zijn veerspletig tot ongedeeld, en zittend. De bovenste bladeren zijn lichtgroen of geelgroen en stengelomvattend. De bladeren zijn slap en de weinige stekels die op de stengels te vinden zijn, zijn niet scherp.
De geel-witte bloemhoofdjes worden door het grote, bleke omwindsel omgeven. De bloeiperiode loopt van juli tot september.

## Verspreiding
De moesdistel houdt van vochtige standplaatsen als vlakke heidevelden, natte weilanden, vochtige bergbossen en beekoevers. Het voorkomen van de plant is een indicator voor stikstofrijke grond. In de Alpen komt de soort tot op 2000 m hoogte voor.
In Europa loopt haar verspreidingsgebied van Scandinavië tot Bulgarije. Vooral in Midden-Europa kan ze plaatselijk talrijk zijn.
In Nederland stond ze op de rode lijst van 1996 in categorie: zeldzaam maar stabiel. In de rode lijst van 2003 komt ze niet meer voor. In Vlaanderen is haar status: niet bedreigd.

## Gebruik
De moesdistel wordt door weidedieren versmaad en ook gedroogd is ze ongeschikt omdat ze neigt te verbrokkelen. Bij boeren is ze daarom niet erg gewaardeerd.
Zowel de Nederlandse naam als de Duitse naam Kohldistel is gegeven doordat de plant in het verleden in tijden van honger als voedsel is gebruikt.

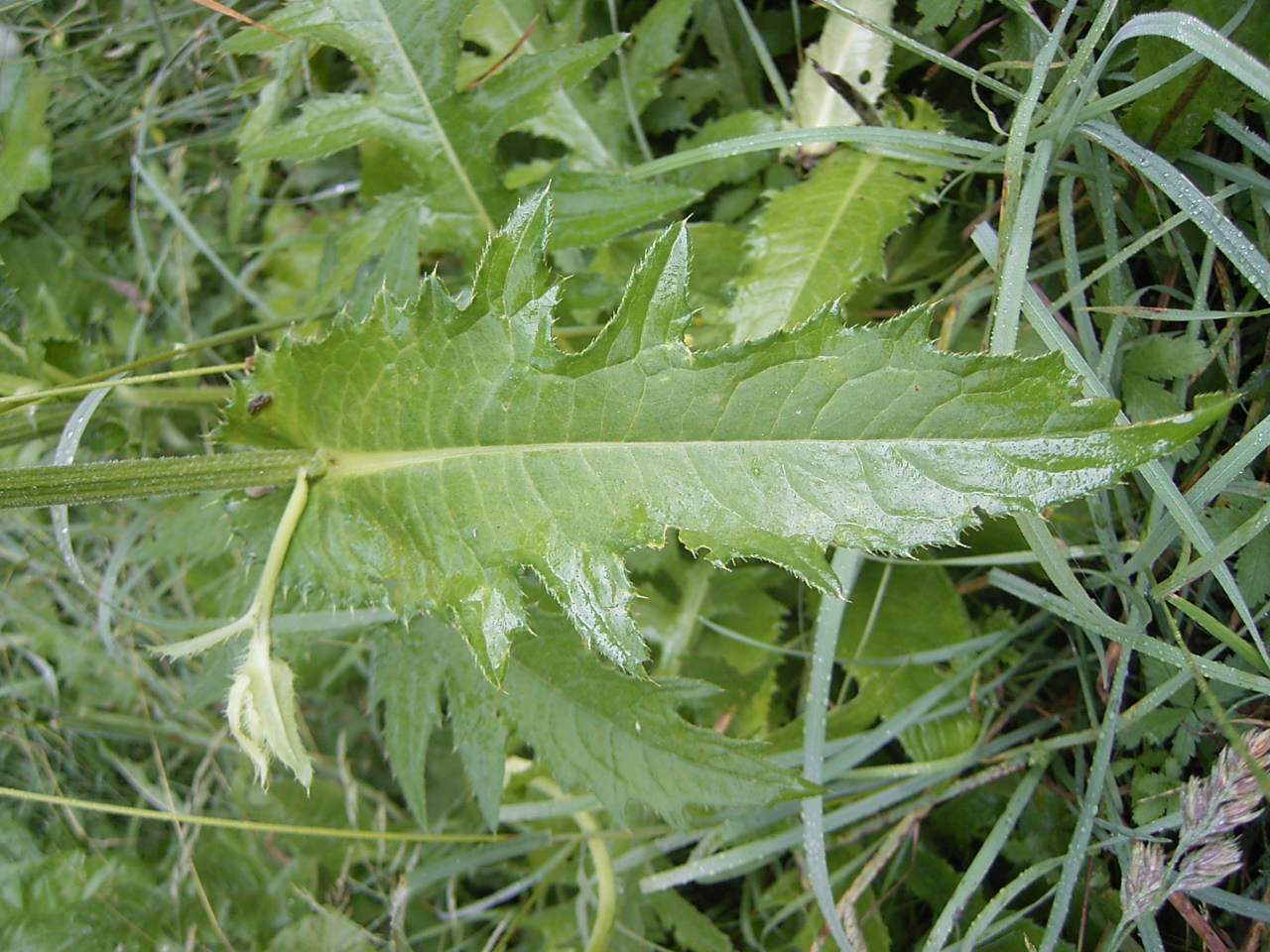
Blad